# Dotzigen
Dotzigen är en ort och kommun i distriktet Seeland i kantonen Bern, Schweiz. Kommunen har 1 573 invånare (2023).